# Florvil Hyppolite
Louis Mondestin Florvil Hyppolite, connu sous le nom de Florvil Hyppolite, né le 26 mai 1828 à Cap-Haïtien et mort le 24 mars 1896 à Port-au-Prince, est un homme d'État et militaire haïtien qui est président à vie d'Haïti du 17 octobre 1889 jusqu'à sa mort le 24 mars 1896.  
Petit-fils de l'empereur Jean-Jacques Ier Dessalines, Hyppolite sert d'abord en tant que général de brigade, puis assure la présidence du gouvernement provisoire du 3 au 26 octobre 1879, après la démission du président Boisrond-Canal. En 1888, après la chute du dictateur Lysius Salomon, et le retour au pouvoir de Boisrond-Canal, il est intégré dans le conseil du gouvernement provisoire, dont il reste membre du 24 août au 5 octobre 1888. L'année suivante, il dirige un coup d'État contre le président François Denys Légitime, et s'empare du pouvoir en se faisant proclamé président à vie par le Sénat, le 9 octobre 1889, et prêt serment sur la nouvelle constitution le 17 octobre suivant. 
Au pouvoir, Hyppolite se consacre en priorité aux travaux publics, après avoir réorganisé totalement le ministère en question. Les ports sont modernisés et des marchés, ainsi que des canaux et des connexions de télégraphes entre les grandes villes, sont construits. C'est également sous son règne que les premières lignes téléphoniques sont installées en Haïti.
Dès 1890, il a décrété une amnistie générale pour les prisonniers politiques et les exilés haïtiens. Par rapport à plusieurs de ses prédécesseurs, il y a eu, sous son règne, une certaine libéralisation du pouvoir autocratique haïtien. La presse est très rarement censurée, et les sénateurs et les représentants exercent leur mandat sans intimidation ni ingérence de la part du chef de l'État. Malgré cela, Hyppolite concentre tous les pouvoirs, et maintient le régime du pouvoir à vie, notamment en désignant son fils aîné, comme successeur.
Son gouvernement n'est pas exempt de problèmes, il a notamment fait face à une crise diplomatique avec les États-Unis, en raison du désir des Américains d'établir une base maritime dans la commune de Môle-Saint-Nicolas. En mai 1891, une tentative de coup d'État est très violemment réprimée par le pouvoir en place, et en 1895, Hyppolite ordonne plusieurs arrestations expéditives pour contenir la rébellion du commandant militaire dans le nord du pays. La même année, il stabilise les relations avec la République dominicaine en signant un traité sur les limites des frontières entre les deux pays. 
Hyppolite meurt d'un infarctus cardiaque en 1896, après la mort de ses fils, passant le pouvoir au général Tirésias Simon Sam.

## Les premières années

### Famille

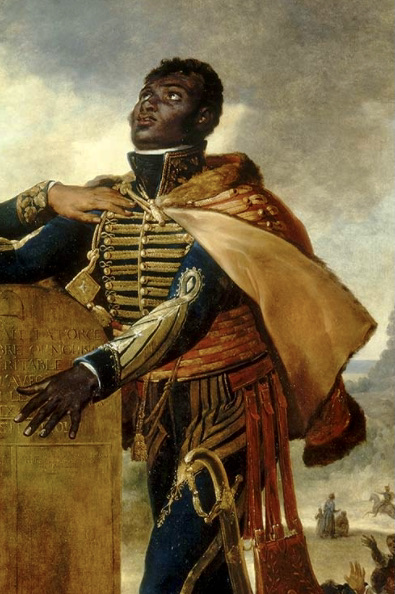
Jean-Jacques Dessalines (1748-1806), empereur d'Haïti et grand-père de Florvil Hyppolite.

Hyppolite est né le 26 mai 1828 à Cap-Haïtien dans une famille haïtienne métisse et africaine. Son père, Jacques-Sylvain Hyppolite (1797-1828), est un général de l'armée haïtienne, d'origine française, qui meurt quelques mois après la naissance de Florvil. Sa mère, Rose Louisine Dessalines (1801-1873), est une princesse impériale, fille du premier chef d'État haïtien et empereur d'Haïti, Jean-Jacques Dessalines.
Par sa mère, Florvil est ainsi le neveu de Faustin Soulouque et le cousin de l'impératrice Adélina, de Sylvain Salnave et de Cincinnatus Leconte. 

### Carrière militaire
Bien éduqué, Hyppolite commence sa carrière militaire au service de son oncle le général Soulouque, qui devient président à vie en 1847 puis empereur en 1849. En tant que petit-fils et neveu d'un empereur et cousin de l'impératrice, Hyppolite jouit de quelques privilèges et devient chef de la garde impériale dans le nord du pays, puis général de brigade. 
Après le coup d'État du général Fabre Geffrard et la chute de l'empereur Faustin, il se fait discret puis se range du côté du nouveau gouvernement. Pendant la révolte de 1865, il se distingue en tant que brillant chef de guerre, et est décoré par Geffrard, qui lui promet la distinction de maréchal d'Haïti, avant de revenir sur sa promesse et de donner cette charge à Chéry Chlysto, dont Hyppolite était le père adoptif. En 1867, il se rallie à son cousin, le dictateur Salnave, et combat les forces républicaines de Nissage Saget. Après la guerre et la défaite des salnavistes en 1870, il se réfugie sur l'île de La Gonâve sous la protection de sa cousine, la reine Olive. 

## L'ascension politique

### Ralliement à la République
De retour en Haïti sous le mandat du président Pierre Théoma Boisrond-Canal, Hyppolite participe à la politique locale et se fait discret jusqu'à la crise politique de 1879, et la démission du président. Après le départ forcé du président intérimaire Joseph Lamothe, il s'associe à ce dernier et devient président du gouvernement provisoire de la République, en octobre 1879, se ralliant officiellement à la Constitution. Quelques mois plus tard, le coup d'État du général Lysius Salomon met fin au gouvernement républicain.

### Révolution de 1888 et retour en politique
En retrait total de la vie publique et politique sous le règne de Salomon, il profite de l'éclatement de la révolution de 1888 et la chute du dictateur Salomon, et se range du côté des troupes républicaines, qui rétablissent l'ordre et favorisent le retour d'un gouvernement républicain avec Boisrond-Canal comme président provisoire. Membre du gouvernement, Hyppolite s'oppose au candidat libéral, François Denys Légitime, qui est élu à la présidence de la République. Hostile aux héritiers des autocrates haïtiens, le nouveau président écarte Hyppolite des affaires de l'État, et le remplace comme ministre. 
L'année suivante, à la fin du mois de septembre 1889, Hyppolite dirige une révolte contre le président Légitime, en demandant sa démission et la suspension de la constitution. 

## Chef de l'État

### La prise du pouvoir
Après l'amendement de la Constitution par l'Assemblée nationale constituante le 24 septembre 1889 aux Gonaïves, Hyppolite se fait proclamer président à vie le 9 octobre, et prend officiellement ses fonctions le 17, lors d'une prestation de serment solennelle.
L'ancien président Denys Légitime, qui s'était enfui en Jamaïque, provoque, avec l'appui du parti libéral, un certain nombre de soulèvements contre le régime d'Hyppolite, qui sont réprimés avec succès par le pouvoir. Pour empêcher d'autres révoltes, Hyppolite fait arrêter et exécuter les meneurs des insurgés, et met en place une politique d'exclusion des étrangers du pays, en les accusant d'attisé les oppositions et les insurrections contre son gouvernement.

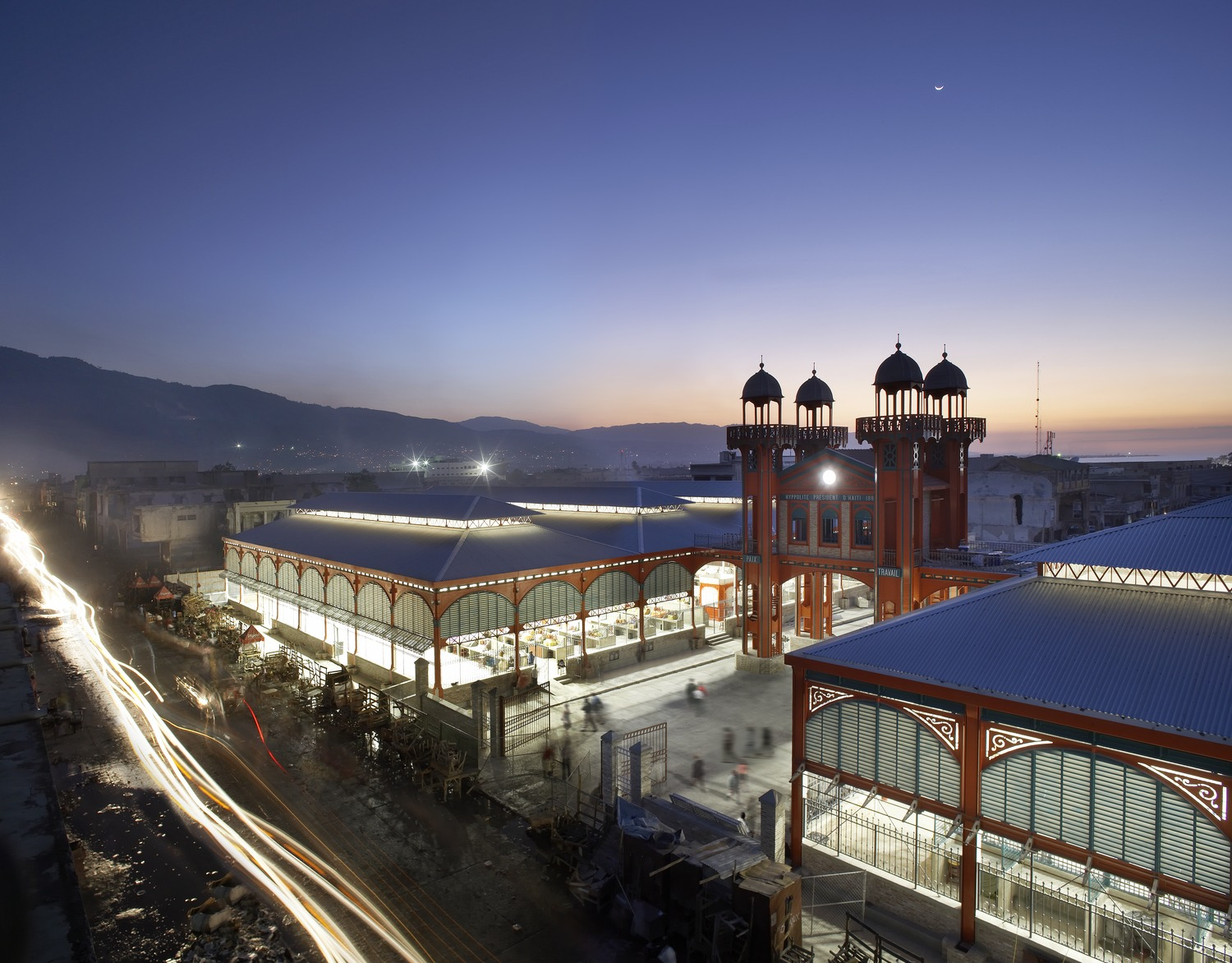
Le marché en Fer, construit sous Hyppolite.

Néanmoins, Hyppolite a des relations amicales avec toutes les puissances étrangères. En 1892, le Vatican prouve sa bonne volonté envers Haïti en accréditant un délégué et un envoyé extraordinaire à Port-au-Prince. Voudant étendre son commerce et faire exporter ses produits à l'étranger, Haïti participe à l'Exposition de Chicago, où il remporte plusieurs prix.

### Développement du pays et stabilité
Dès son avènement, Hyppolite consacre son temps aux œuvres publiques du pays. Des quais sont construits dans plusieurs ports ; de grands marchés sont érigés à Port-au-Prince et à Cap-Haïtien. Les lignes télégraphiques sont reliées aux principales villes à peu près au même moment où le téléphone est introduit sur l'île. Les routes sont entretenues par les services de l'État et l'agriculture et le commerce prospères. Il fait aussi développer le réseau hydraulique, et modernise les docks du port de Port-au-Prince, tout en faisant aménager des marchés publics, comme le célèbre marché en Fer de Port-au-Prince, ainsi des abattoirs. 
Sous Hyppolite, il est désormais possible pour Haïti de rembourser sa dette interne, sur laquelle il payait des intérêts au taux de 18 % par an ; à cette fin, un prêt de 50 000 000 francs à 6 % par an a été accordé à Paris en 1896.

## Crise avec les États-Unis

### La source de conflit

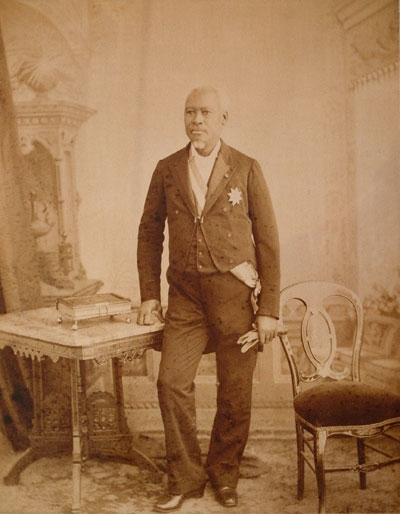
Photographie de Florvil Hyppolite en 1890.

À l'époque où Hyppolite dirige Haïti, les États-Unis sont à la recherche d'un emplacement approprié pour établir une base navale dans les Caraïbes. Bien qu'il s'agisse d'un projet bien plus ancien, il constitue un nouveau centre de gravité de la politique américaine en 1889. Cette année, la construction du canal du Nicaragua fait de nouveau l'objet de discussions intensives en tant que concurrence avec le canal de Panama, prévu en même temps. Cela conduit à des tensions avec la Grande-Bretagne du côté américain en raison d'obligations contractuelles.
Grâce à ces plans de connexion entre le Pacifique et l'Atlantique, Haïti est également considéré comme un emplacement attrayant pour une station navale. D'un point de vue maritime, le principal capital stratégique d'Haïti est la Môle-Saint-Nicolas, une péninsule surélevée en calcaire d'environ 5,5 kilomètres de long dans l'extrême nord-est d'Haïti, qui forme un port à l'entrée nord du passage des vents. Au XIXe siècle, le port extérieur de la péninsule est considéré comme inégal. En conséquence, la péninsule est vue comme une convoitise continu pour les gouvernements faibles et les groupes révolutionnaires à vendre aux puissances protectrices étrangères. Au fil du temps, cependant, les Haïtiens croient que leur autonomie est presque mystiquement liée à l'adhésion et au contrôle du Môle Saint-Nicolas.

### Confrontation entre intérêts haïtiens et américain
Dès qu'il prend le pouvoir, Hyppolite est confronté à l'affaire Môle Saint-Nicolas, incident diplomatique au cours duquel les États-Unis tentent d'acquérir cette péninsule par intimidation. Les Américains envoient une flotte à Port-au-Prince dans une démonstration de force, ce qui provoque une manifestation dans tout Haïti. Hyppolite est contraint d'adopter une position anti-américaine ferme, d'autant plus qu'il est soupçonné d'être en sympathie avec les Américains. Le républicain Anténor Firmin, rallié à Hyppolite en tant que secrétaire d'État aux relations extérieures, refuse d'accorder un territoire aux États-Unis, citant la Constitution d'Haïti.
En réaction, le président américain Benjamin Harrison nomme le contre-amiral Bancroft Gherardi comme négociateur sous l'avis du secrétaire d'État James Blaine. Face au rejet gouvernemental et populaire face à ses propositions, Harrison envoie une flotte navale avec plus de 100 canons et 2 000 membres d'équipage. Depuis son vaisseau amiral, l'USS Philadelphia, le contre-amiral Gherardi proteste contre le gouvernement haïtien. Au lieu de l'intimidation prévue, la flotte de guerre provoque une protestation nationale et incité Hyppolite à prendre les armes contre les Américains. Firmin, qui porte la voix du gouvernement, interdit la vente du territoire, et l'ambassadeur américain Frederick Douglass, un ami sincère d'Haïti et d'Hyppolite, s'excuse pour la mauvaise conduite de l'amiral Gherardi, et démissionne de ses fonctions, avant de défendre publiquement dans son pays le point de vue des haïtiens.

### Négociations et apaisement

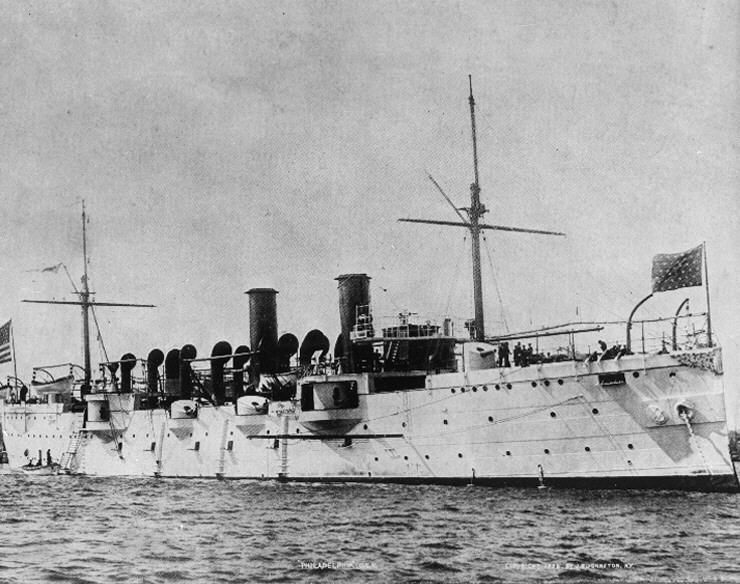
LUSS Philadelphia, navire de l'amiral Gherardi.

L'amiral Gherardi est tellement désireux d'obtenir un succès rapide qu'il s'abstient de s'assurer du soutien de Douglass, et signe donc la lettre, relatant ses actions, seul sans confirmation d'une haute autorité. Firmin a profité de ce faux pas pour demander au contre-amiral une autorisation qu'il ne possède pas, de sorte que Gherardi doit demander une telle compétence à Washington. Lorsque la lettre d'autorisation du président Harrison arrive à Port-au-Prince, l'opinion publique dans la capitale est si animée et tendue qu'il est pratiquement impossible pour Hyppolite de négocier avec les Américains.
Cependant, le président Harrison et le secrétaire Blaine ne sont pas découragés par cet échec et se tournent vers la République dominicaine en 1892 à la recherche d'une base navale appropriée. Le successeur de Douglass en tant qu'envoyé à Port-au-Prince et directeur commercial dans la capitale dominicaine Saint-Domingue, Durham, est chargé de louer la baie de Samaná pour une somme de 250 000 dollars pour une période de 99 ans. Cependant, le ministre dominicain des Affaires étrangères de l'époque, le général Ignacio María González, précipite la déclaration sur la signature d'un tel contrat de location, rendant ainsi évidentes les intentions des États-Unis, de sorte qu'il doit s'exiler immédiatement après. Cet événement conduit le président américain et le président dominicain Ulises Huereaux à abandonner toute autre sous-traitance.

## Fin de règne

### Derniers événements
Une fois l'affaire Môle Saint-Nicolas réglée, le gouvernement d'Hyppolite doit se mettre d'accord avec la légation française à Port-au-Prince concernant sa récente pratique d'accorder des naturalisations sur le territoire haïtien. Des paysans haïtiens, qui prétendaient être d'origine française vont à la légation et s'enregistrent eux-mêmes en tant que citoyens français. Le secrétaire d'État haïtien aux Affaires étrangères s'engage à mettre fin à cette pratique. Après de longues négociations, la France cède et ordonné à son ambassadeur de Port-au-Prince d'annuler les noms de tous ceux qui n'avaient pas eu le droit de les faire enregistrer.
En 1895, Hyppolite ordonne une série de plusieurs arrestations après que le commandant des unités de l'armée du nord, le général Pierre Nord Alexis, un ancien allié, se soit publiquement opposé à lui.

### Crise de succession

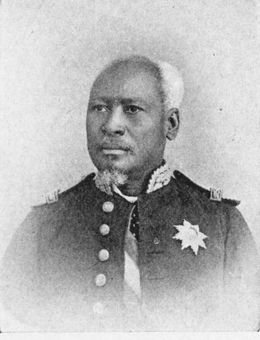
Florvil Hyppolite dans les années 1890.

En tant que président à vie, Hyppolite souhaite, comme tous ses prédécesseurs, contrôler sa succession. Dans un premier temps, il désigne son fils aîné, le général Jacques-Sylvain Hyppolite, comme successeur officiel. Mais ce dernier, qui partage la même maîtresse que son père, Victoire Jean-Baptiste (dite La Belle Victoire), meurt le 19 janvier 1893 à l'âge de 37 ans, ne laissant derrière lui que quatre filles. Hyppolite reporte alors sa succession sur son cadet, Joseph-Louis, qui meurt l'année suivante le 26 septembre 1894 à l'âge de 36 ans, sans descendance. Cette série de décès, qui vient troubler la succession de Florvil Hyppolite, s'achève avec les disparitions des neveux du chef d'État : François-Gélin Hyppolite, le 5 avril 1893, et Pierre-Jacques Sylvain Hyppolite, le 9 août 1895. La succession de Florvil Hyppolite demeure alors incertaine et, après la disparition de tous les héritiers mâles de sa famille, il refuse de nommer un nouveau successeur. Certains de ses ministres et conseillers politiques se tournent déjà vers Cincinnatus Leconte, cousin d'Hyppolite et descendant de Dessalines, tandis que d'autres s'engagent autour du général Nord Alexis, petit-fils du roi Henri Christophe et du dictateur Philippe Guerrier. Dès 1896, un compromis semble déjà prendre forme parmi les différents membres du gouvernement, qui pourraient, afin d'éviter un potentiel conflit entre Leconte et Alexis, se tourner vers le général Tirésias Simon Sam, apparenté à la famille de Toussaint Louverture. 

### Mort
En 1896, contre l'avis de ses médecins, Hyppolite décide d'entamer une tournée à partir de la ville de Jacmel. Âgé de 67 ans, il n'est pas en bonne santé depuis un certain temps. Néanmoins, il refuse de se reposer, contre l'avis de son médecin personnel, et décidé d'entreprendre ce long voyage jusqu'à pour se montrer à la population et réprimer un soulèvement. Il quitte la capitale le 24 mars 1896, à trois heures du matin, mais avant même d'avoir eu le temps de quitter Port-au-Prince, il tombe de son cheval, à une courte distance du palais national. Il meurt quelques instants après sa chute, d'un infarctus. Ses funérailles ont eu deux jours plus tard, le 26 mars.
Après sa mort, le conseil des secrétaires d'État dirige le pays jusqu'à la proclamation de son successeur, qui a lieu le 31 mars, avec la désignation de Simon Sam comme nouveau président à vie. 

## Vie privée et descendance
Marié avec une représentante de la bourgeoisie haïtienne, Marie-Géline Desnoyer, Florvil Hyppolite est le père de quatre enfants :
- Joseph-Sylvain Hyppolite, né le 25 janvier 1855 et mort le 19 janvier 1893, pressenti pour succéder à son père ;
- Joseph-Louis Hyppolite, né le 14 juillet 1858 et mort le 26 septembre 1894, également pressenti pour remplacer son père après la disparition de son frère aîné ;
- Marie-Josèphe Hyppolite, née le 10 août 1865 et morte le 2 août 1922, épouse son cousin germain Joseph Alexis Gauthier ;
- Élisabeth-Louisine Hyppolite, née le 5 août 1874 et morte le 11 juillet 1879, âgée de cinq ans à peine.